# 土宜法龍
土宜 法龍（どき ほうりゅう、嘉永7年（1854年）8月 - 大正12年（1923年）1月10日）は、近代日本仏教史を代表する仏教学者、僧侶。字は覚意、号は雲外、木母堂、幼名は光九、土岐とも書く。高野山学林長、仁和寺門跡（36代）、真言宗御室派管長、真言宗各派連合総裁、高野山真言宗管長などを歴任。

## 経歴
尾張国名古屋（現・愛知県名古屋市）生まれ。尼である伯母の手により4歳の時、幼くして出家した。1869年（明治2年）より高野山の伝法入壇に入る。
1876年（明治9年）田中正彜の協力により上京、慶應義塾別科に入学し卒業。福澤諭吉の仏教保護方針の下、禅僧の釈宗演と並び慶應義塾精神界の二大明星とうたわれた。1881年（明治14年）に真言宗法務所課長。渡辺雲照(釈雲照)を補佐し、後七日御修法（宮中真言院で伝承されていたが、維新の神仏分離で途絶した）を東寺にて再興する。十善戒を守ることを主眼とした「十善会」を主宰し、山岡鉄舟、久邇宮朝彦、小松宮彰仁らが参禅した。
1893年（明治26年）にシカゴで開催された万国宗教会議に日本代表として、釈宗演（臨済宗円覚寺派管長）、芦津実全（天台宗）、八淵蟠龍（浄土真宗本願寺派）の仏教学者四名で渡米した（なお、島地黙雷と南条文雄は欠席）。また当時東洋学の中心だったパリ・ギメ美術館で、仏教関係の資料の調査と研究を行う。
横浜正金銀行ロンドン支店長・中井芳楠の家にて南方熊楠と面会し、以来没するまで、約30年間に渡って膨大な往復書簡が交わされた。
西域、チベットなども旅し、伝統的な真言教学の上に、近代欧州的なインド古典学、仏教学の研究方法を導入し、以後の密教学研究の基礎を築いた。1906年（明治39年）より真言宗御室派管長に就いた。
明治40年（1907年）朋友であった瀧見常の遷化に際し頌徳碑の文を撰述した。

## 関連文献
- 『南方熊楠 土宜法竜 往復書簡』 飯倉照平・長谷川興蔵編、八坂書房、1990年 ISBN 4896945999
- 『木母堂全集　伝記・土宜法龍』 大空社〈伝記叢書〉1994年。宮崎忍海解説、復刻版（元版：六大新報社、大正13年（1924年））
- 『高山寺蔵　南方熊楠書翰　土宜法龍宛　1893－1922』 奥山直司ほか編、藤原書店、2010年 ISBN 4894347350

### 研究文献
- 小田龍哉『ニニフニ　南方熊楠と土宜法龍の複数論理思考』左右社、2021年